# Jacob Gilboa

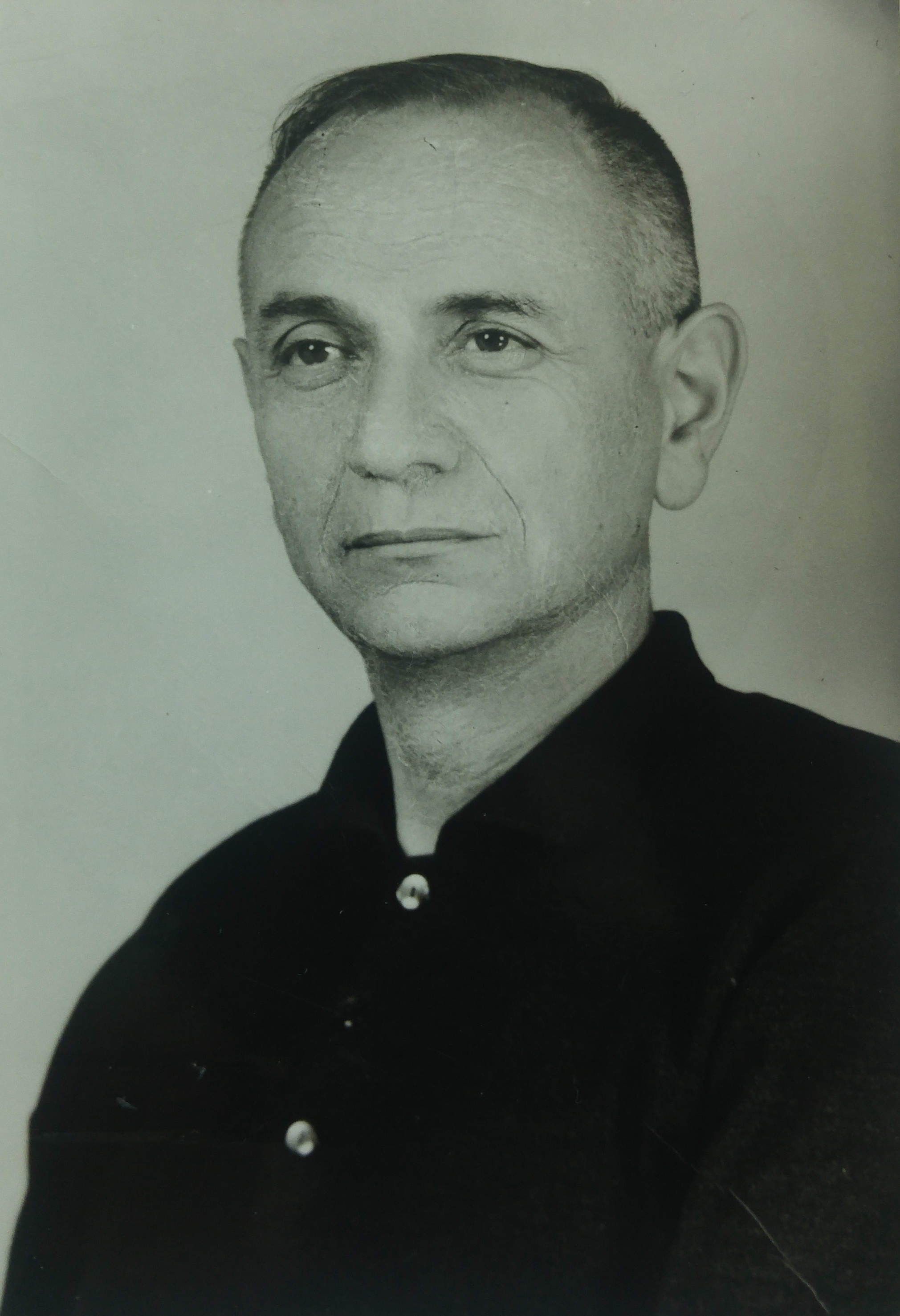
Jacob Gilboa 1973

Yehuda Jacob Gilboa (geboren 2. Mai 1920 in Košice, Tschechoslowakei als Erwin Goldberg; gestorben 9. Mai 2007 in Tel Aviv) war ein israelischer Komponist.

## Leben
Erwin Goldberg, Sohn von Samuel Goldberg und Rachel Aranka Korach, wuchs in Wien auf, wo seine Eltern seit 1912 lebten. Nach dem Anschluss Österreichs 1938 musste er nach Palästina emigrieren, wo er zunächst ein Architekturstudium in Haifa am Technion begann. Ab 1944 war er an der Jerusalemer Akademie für Musik und Tanz Schüler von Josef Tal (Komposition) und Paul Ben-Haim (Orchestration) und schloss 1947 seine Studien ab. Gleich nach seiner Einwanderung in Palästina wurde er Mitglied der Hagana, die 1948 in die Israelische Armee überging; 1948/49 nahm er am Israelischen Unabhängigkeitskrieg teil. Ab 1950 arbeitete er als Beamter der Stadtverwaltung von Tel Aviv, bis er 1980 als freischaffender Komponist leben konnte.
Bis Anfang der 1960er-Jahre war seine Musik tonal mit dem für Israel damals typischen nahöstlichen Einfluss. Prägend für sein weiteres Schaffen wurde die Teilnahme an den Kursen für Neue Musik im Studio für elektronische Musik in Köln 1963 und 1964 unter Karlheinz Stockhausen, Henri Pousseur und Aloys Kontarsky.
Bei den jährlichen Tagungen der Internationalen Gesellschaft für Neue Musik war er 1969, 1973, 1978 und 1989 der Vertreter Israels.

## Auszeichnungen
- Lieberson-Preis des Israelischen Komponistenverbandes Israel (1969)
- Joel Engel-Preis der Stadt Tel Aviv (1973)
- Preis des Israelischen Premierministers für Musik (1983)

## Werke

### Kompositorisches Schaffen (Auswahl)
- 12 Jerusalemer Glasfenster von Chagall für fünf Frauenstimmen und Instrumente (1966; seine wohl bekannteste Komposition)
- Disteln für Kammerensemble
- Horizons in Blue and Violet, Ballett (1969)
- Pastelle für zwei Klaviere (1970)
- Sieben kleine Insekten, Klaviersuite
- The Grey Colours of Käthe Kollwitz für Mezzosopran, Kammerorchester und Tonband (1990).

### Schriften
- Fashions and Styles in New Music. In: Israel 3/1981